# My Name (album av Lena Philipsson)
My Name är ett studioalbum från 1989 av Lena Philipsson. Albumet är hennes fjärde och det placerade sig som högst på 10:e plats på den svenska albumlistan. På albumet har hon själv medverkat som låtskrivare tillsammans med framför allt Torgny Söderberg. Albumet är så gott som helt på engelska och sålde 130 000 exemplar på bara 1 år. Albumet innehåller flera av hennes engelskspråkiga hitlåtar, bland andra Why (så lätt kommer du inte undan) och Standing in My Rain.

## Låtlista
1. "LoPhus"
2. "My Name"
3. "Standing in My Rain"
4. "Together We're Alone"
5. "Only You (Can Move Me Like You Do)"
6. "Blue Jeans"
7. "LooPHus"
8. "Why (så lätt kommer du inte undan)"
9. "Strong Man"
10. "Taking-Care Day"
11. "Taboo Taboo"
12. "How Does it Feel"
13. "Leave a Light" ("Tänd ett ljus")

## Listplaceringar
| Lista (1989-1990) | Topplacering |
| ----------------- | ------------ |
| Sverige           | 10           |

## Medverkande
- Pedro Johansson, Tommy Kaså - klaviatur
- Ulf Janson, Tim Cox - gitarr
- Nils Landgren - sång, trombon